# Ceplenița
Cepleniţa es una comuna ubicada en el distrito de Iași, Rumania.

## Superficie
Cuenta con una superficie de 44,62 kilómetros cuadrados.

## Demografía
Hasta 2021 la población era de 3560 habitantes, con una densidad de población de 79,78 habitantes por kilómetro cuadrado.